# Schyłek dnia
Schyłek dnia (węg. Napszállta) – dramat obyczajowy produkcji węgiersko-francuskiej z 2018 roku w reżyserii László Nemesa, z debiutancką rolą Juli Jakab.
Premiera filmu odbyła się na 75. Międzynarodowym Festiwalu Filmowym w Wenecji, gdzie zdobył nagrodę FIPRESCI, w tym samym roku był prezentowany na Międzynarodowym Festiwalu Filmowym w Toronto 2018 i na organizowanym przez BFI festiwalu w Londynie. W 2019 uczestniczył też w Międzynarodowym Festiwalu Filmowym w Rotterdamie.  
Zdjęcia do filmu kręcono w Budapeszcie oraz w węgierskiej wsi Iszkaszentgyörgy.

## Treść
Akcja rozgrywa się w 1913 roku, tuż przed wybuchem wojny. Do Budapesztu przybywa Iris Leiter z nadzieją na znalezienie pracy modystki w luksusowym firmowym sklepie kapeluszniczym, który wcześniej należał do jej nieżyjących rodziców. Jego obecnym właścicielem jest były pracownik firmy – Oskar Brill, aktualnie zajęty przygotowaniami do obchodów jubileuszu i do wielkiego pokazu, który ma podkreślić dotychczasowy sukces przedsiębiorstwa. Przyjęta w końcu do pracy, mimo jego oporów, Iris jest świadkiem dziwnych praktyk dokonywanych z zatrudnionymi modystkami.  
W niepokojącym zamęcie wielkiego, obcego miasta dziewczyna poszukuje również zaginionego brata Kalmana, a zarazem próbuje odnaleźć ślady dotyczące własnej tożsamości. Do końca miota się w atmosferze pełnej niejasności, tajemniczości i niedomówień. Jej gorączkowe poszukiwania w mrocznych zakątkach Budapesztu i w siedliskach luksusu i elegancji ukazują węgierską metropolię w stanie egzystencjalnego niepokoju poprzedzającego wybuch wojny światowej.

## Obsada
- Juli Jakab – Iris Leiter
- Vlad Ivanov – Oskar Brill
- Susanne Wuest – księżniczka
- Björn Freiberg – człowiek w bieli
- Judit Bárdos – Serena
- Mónika Balsai – pani Müller
- Evelin Dobos – Zelma
- Dorottya Moldován – Lili
- Marcin Czarnik – Sandor Leiter
- Levente Molnár – woźnica Gaspar
- Benjamin Dino – służący Andor
- Urs Rechn – Izmael
- Sándor Zsótér – doktor Herz
- Christian Harting – Otto von König
- Julia Jakubowska – hrabina Rédey
- Tom Pilath – książę
- Uwe Lauer – pułkownik
- István Pion – szofer von Königa
- Mihály Kormos – dozorca
- Enrique Keil – człowiek z monoklem

## O filmie
Skonstruowany na podobieństwo enigmatycznego labiryntu obraz prowadzi przez rozmaite miejsca i aspekty ówczesnego Budapesztu, nadal jedną z najważniejszych europejskich metropolii i perłę austro-węgierskiego imperium. Swoistą przewodniczką po przekwitającej już wspaniałości miasta staje się młodziutka Irisz: szukając odpowiedzi na dręczące ją pytania, błądzi, zapuszczając się w mroczne zakątki i ślepe uliczki, odkrywa wnętrza eleganckich sklepów i pałaców, lecz także nędzne siedziby i kryjówki anarchistów, narażając się przy tym na kolejne dramatyczne zdarzenia. W tych niespokojnych wędrówkach bohaterki twórca odsłania ówczesny świat technologicznego sukcesu i współistniejącego z nim społecznego zubożenia oraz schyłkowo wyrafinowanego luksusu wraz z towarzyszącym mu dekadenckim niepokojem; świat, w którym świadectwem społecznego statusu może być nawet kapelusz. Celowo wkomponowane przypadkowe zdarzenia (zbrojna napaść anarchistów na pałac) świadczą jednak, iż nadchodzi czas, gdy dotąd dominująca wielkopańskość i jej ekscentryczny luksus przestają już społecznie stanowić zaporę przed nabrzmiewającym na peryferiach miasta gniewnym zarzewiem buntu. Całość niepokojącego przekazu László Nemesa nacechowana jest wizyjną aurą apokalipsy. 